# المدبع (ذي السفال)

تعديل مصدري - تعديل

المدبع محلة تابعة لقرية المؤجلة، التابعة لعزلة العنسيين بمديرية ذي السفال إحدى مديريات محافظة إب في الجمهورية اليمنية، بلغ تعداد سكانها 114 حسب تعداد اليمن لعام 2004.